# Euprosopia chalybea
Euprosopia chalybea är en tvåvingeart som beskrevs av Frey 1930. Euprosopia chalybea ingår i släktet Euprosopia och familjen bredmunsflugor. Inga underarter finns listade i Catalogue of Life.